# Slap Virje
Slap Virje se nahaja na potoku Glijun v bližini vasi Plužna na Bovškem.
Potok Glijun se napaja iz Kaninskih podov in ima tipičen kraški izvir. Njegova voda je zelo mrzla in tudi poleti ne preseže 5 ºC.
Slap Virje se nahaja kakšnih 300 m dolvodno od izvira v široki globeli pod vasjo Plužna, do katere je speljana strma pešpot. Skala preko katere pada voda v tolmun, curek razdeli v dva dela. Slap je visok okoli 20 m. Desni pramen najprej drsi po skali in po 7 m prosto pada najprej 5 m, nakar se na skalni pregradi razprši. Levi pramen se po nekaj metrih razprši na dva dela, ki vsak po svoje padata v tolmun.
Tolmun je precej velik in globok, razdeljen v dva dela, ki sta ločena s skalnim pragom in obdan pa z jaso. Zaradi dobre osončenosti se v tolmunu poleti razrastejo alge in tolmun dobi lepo zeleno barvo.
Slap daje mogočen videz le ob visoki vodi (maj, junij ko se tali sneg), sicer se cedi po z mahom obraščeni steni.